# 合接の誤謬
合接の誤謬（ごうせつのごびゅう、英: conjunction fallacy）もしくは連言錯誤とは、一般的な状況よりも、特殊な状況の方が、蓋然性(確からしさや発生確率)が高いと誤判断することである。リンダ問題としても知られている。形式的誤謬(formal fallacy)の一つである。"conjunction"には、合接、連言、論理積などの訳語がある。行動経済学や行動科学などの分野で非常に強い影響力を有しており、主観確率における重要な概念である。

ベン図による
論理積 の表現

## リンダ問題とその説明
合接の誤謬の具体例として、必ずと言っていい程に引き合いに出されるのが、エイモス・トベルスキーとダニエル・カーネマンが発案したリンダ問題である。
リンダは31才、独身、率直な性格で、とても聡明である。大学では哲学を専攻した。学生時代には、差別や社会正義といった問題に深く関心を持ち、反核デモにも参加した。
どちらの可能性がより高いか？
1. リンダは銀行窓口係である。
2. リンダは銀行窓口係で、フェミニスト運動に参加している。

この質問を受けた人の大多数が選択肢２を選んだ。しかしながら、2つの事象が同時に(in conjunction:合接して)発生する確率は、そのどちらか1つの事象が発生する確率よりも、低いか等しいかのいずれかである。形式的には、2つの事象AとBについて、不等式を次のように書くことができる。{\displaystyle \Pr(A\land B)\leq \Pr(A)} and {\displaystyle \Pr(A\land B)\leq \Pr(B)}
説明の一例として、リンダが銀行窓口係である確率は非常に低いと考えて、Pr(リンダは銀行窓口係)=0.05として、そして、リンダがフェミニストである確率は高いと考えて、Pr(リンダはフェミニスト)=0.95とする。両者は独立した事象だとすると、Pr((リンダは銀行窓口係)かつ(リンダはフェミニスト))=0.05×0.95になる。つまり0.0475であり、これはPr(リンダは銀行窓口係)よりも低確率である。
これについて、トベルスキーとカーネマンは、次のように主張している。大多数の人がこの問題を誤答する原因は、このような判断をする際に、代表性ヒューリスティック(特定のカテゴリーに典型的と思われる事項の確率を過大に評価しやすい意思決定プロセス)を用いるからである。選択肢２は、数学的に考えれば蓋然性は低いのは明らかである。しかし、選択肢２の内容を読むと、問題文が提示するリンダの描写として、それは典型的・象徴的であるという印象を受けるのである。
また、トベルスキーとカーネマンは以下のようにも説明している。描写に具体性があると、代表性ヒューリスティックの効果によって、蓋然性が高いような錯覚を覚えるのであるが、しかし、実際には、限定的条件が追加されると、その分だけ蓋然性は低下する。この点において、合接の誤謬は、「誤解を招くような極端例」(misleading vividness)や 「滑り坂論法」(slippery slope)といった誤謬に類似していると指摘できる。近年、カーネマンは、合接の誤謬は、「データ数の軽視」(extension neglect)の一種であるとする見解を述べている。

## リンダ問題の個別評価と同時評価
ある調査では、合接の選択肢と、合接ではない選択肢とを別々に評価させるという形が取られた。つまり、実験参加者達のあるグループは、「リンダは銀行窓口係」、「リンダは高校教師」、その他の選択肢を、可能性の高そうな順に並べるように指示された。そして別のグループは、「リンダは銀行窓口係でフェミニスト」という選択肢と共に、上記のような選択肢(ただし「リンダは銀行窓口係」という選択肢は含まれない)を可能性の高そうな順に並べるように指示された。このような形式の調査において、様々なグループの被験者は、「リンダは銀行窓口係でフェミニスト」を「リンダは銀行窓口係」より高確率であると位置付けた。
時系列的には、同時評価の調査よりも、個別評価の調査の方が先行して行われたのであるが、同時評価の調査においても、被験者は、個別評価の調査結果と同じように錯誤を犯したため、調査に携わったカーネマンとトベルスキーは衝撃を受けたという経緯がある。
別々に評価させる調査において見られる被験者の錯誤については、合接の効果(conjunction effect)という呼称を用いるのがより適切であろう。

## リンダ問題に対する批判
Gerd GigerenzerやRalph Hertwigなどの批判家は、質問文の言い回しや構成に問題があるとして、リンダ問題を批判している。リンダ問題における質問文は、関連性の公理(maxim of relevance)に準拠していると、被験者は信じているはずだが、会話の公理(conversational maxims)に違反している可能性がある。また、Gigerenzer によると、使用されている言葉は多義的であり、より自然な表現で代替することが可能であると主張している。“probable”という言葉の「高い頻度で発生する」という意味は、数学的確率に相当する。被験者はこの解釈を取るだろうという前提で、調査は行われていたはずである。しかし、”probable”の「もっともらしい」とか「証拠があるかどうか」という意味は、数学的確率という意味には相当しない。“and”という言葉も関連性のある多くの意味を有していると主張されている。これらのような誤解を回避するために、多くの改善がなされたものの、依然として、合接の誤謬という錯誤を払拭するには至っていない。
トベルスキーとカーネマンは、リンダ問題の言語表現に、様々な変更を加えて調査している。選択肢1が、関連性の公理に従う形に変更して提示された場合、つまり「フェミニスト運動に参加しているかどうかは別として、リンダは銀行窓口係である」という形に変更された場合、誤解答率は低下したが、依然として過半数(57%)の解答者が合接の誤謬を犯した。また、可能性(probability)の形式ではなく、頻度(frequency )の形式に変更した場合、誤解答率は低下または消滅した(「錯誤の防止」の項目を参照)。ただし、可能性形式を用いても、頻度形式を用いても、誤解答率に変化は生じないとする研究も存在する。
個別評価形式の調査で見られる錯誤に対しては、問題文の言語表現に不備があるからだとする批判は、当を得ていないだろう 。リンダ問題は、合接の誤謬の具体例としては、最もよく研究・批判されている事例である。
あるインセンティブ付きの調査研究では、より高い認知能力を持っていると、誤解答率は、零にはならないにしても、低下することが示されている。また、被験者が他の被験者と相談することが許されている場合にも、誤解答率は低下することが示されている。

## その他の事例
政策専門家に対して、「ソ連がポーランドに侵攻して、アメリカが外交関係を断絶する」という事態が1年以内に発生する確率は何%ぐらいか、という問題が出された。彼らの答えは、平均すると、4%の確率でそのような事態になるというものであった。別のグループの政策専門家には、「アメリカがソ連との外交関係を断絶する」という事態が発生する確率を出すように求められた。彼らが出した答えは、平均すると、たったの１%であった。
1980年に行われた実験では、被験者は次のような問題を提示された。
ビョルン・ボルグが1981年のウィンブルドンの決勝戦まで勝ち上がり試合を行ったとする。次の4つの選択肢を、可能性の高いと思われるものから順番に並べ替えなさい。
- ボルグは試合に勝つ。
- ボルグは第1セットを失う。
- ボルグは第1セットを失うが、試合に勝つ。
- ボルグは第1セットを取るが、試合に負ける。

平均すると、被験者達は、「ボルグは第1セットを失う」よりも、「ボルグは第1セットを失うが、試合に勝つ」の方が、より可能性が高いという評価を下した。
また、別の実験において、被験者は次のような問題を提示された。
4面が緑色で2面が赤色のサイコロがあるとする。そのサイコロを20回振って、緑色(G)と赤色(R)のどちらが出たかを記録した。次の3つの選択肢から１つを選ぶとする。もしあなたが選んだ選択肢が20回分の記録のどこかと一致すれば25ドルもらえる。
1. RGRRR
2. GRGRRR
3. GRRRRR

選択肢1は選択肢2に内包されており、また、他の選択肢よりも短いにもかかわらず、被験者の65%は選択肢2を選んだ。25ドルの賭金が話の上だけの形の調査でも、結果に顕著な差は見られなかった。トベルスキーとカーネマンによると、選択肢2は、このサイコロが持つ6面の典型的・代表的な(representative)例であるように思えるのだと言う(クラスター錯覚も参照)。
また、類似した問題がある。
次の選択肢の中で、1年以内にもっとも発生しそうな出来事はどれか？
1. アメリカはすべての軍隊をイラクから撤退させる。
2. アメリカはすべての軍隊をイラクから撤退させて、イランの核施設を爆撃する。

合接つまり連言(conjunction)の確率が、連言肢(conjunct)の確率を超えることは決してあり得ない。それゆえ、選択肢1の発生確率の方が高い。1年以内にアメリカがイラクから軍隊を撤退させる可能性が、いかに低くても、「軍隊撤退かつ核施設爆撃」の可能性は、それよりも、さらに低くなる。

## 錯誤の防止
親子関係に注目すること、確率よりも頻度を用いること、または、図式を用いることによって、全てとは言えないにしても、合接の誤謬の発生を劇的に低減させることが可能になる。
あるリンダ問題の調査では、以下のように改変された質問文が使用された。
上記のリンダのような記述に当てはまる人物が100人いる。その内の何人が：
- 銀行窓口係か？100人中＿人。
- 銀行窓口係でフェミニスト運動に参加しているか？100人中＿人。

以前は85％の被験者が誤答したが、つまり、「銀行窓口係でフェミニスト」を選んだが、このような形式の質問を用いた調査では、錯誤を犯した被験者は皆無であった。被験者は数学的アプローチを用いることを強いられ、それによって、違いをより容易に認識できたのだろう。
しかしながら、ストーリーではなく、論理式形式を用いて、頻度のみに基づく課題においては、例外はあるものの、観察された頻度パターン(observed pattern of frequencies)が合接に類似している場合、合接の誤謬が圧倒的多数に見られた。